# Strana národního probuzení
Strana národního probuzení (indonésky: Partai Kebangkitan Bangsa, zkratka PKB) je indonéská středová politická strana. Vznikla v červenci roku 1998. Strana národního probuzení je členem Centristické demokratické internacionály a Rady asijských liberálů a demokratů. Základna podpory strany se nachází na ostrově Jáva.

## Volební výsledky

### Volby do Lidové zastupitelské rady
| Volby | Hlasy      | Hlasy | Mandáty | Mandáty | Pozice |
| Volby | Počet      | %     | Počet   | ±       | Pozice |
| ----- | ---------- | ----- | ------- | ------- | ------ |
| 1999  | 13 336 982 | 12,61 | 51/500  | ▲51     | Vláda  |
| 2004  | 11 989 564 | 10,57 | 52/550  | ▲1      | Vláda  |
| 2009  | 5 146 302  | 4,94  | 28/560  | ▼23     | Vláda  |
| 2014  | 11 298 957 | 9,04  | 47/560  | ▲19     | Vláda  |
| 2019  | 13 570 097 | 9,69  | 58/575  | ▲11     | Vláda  |